# ثيوسلفينات

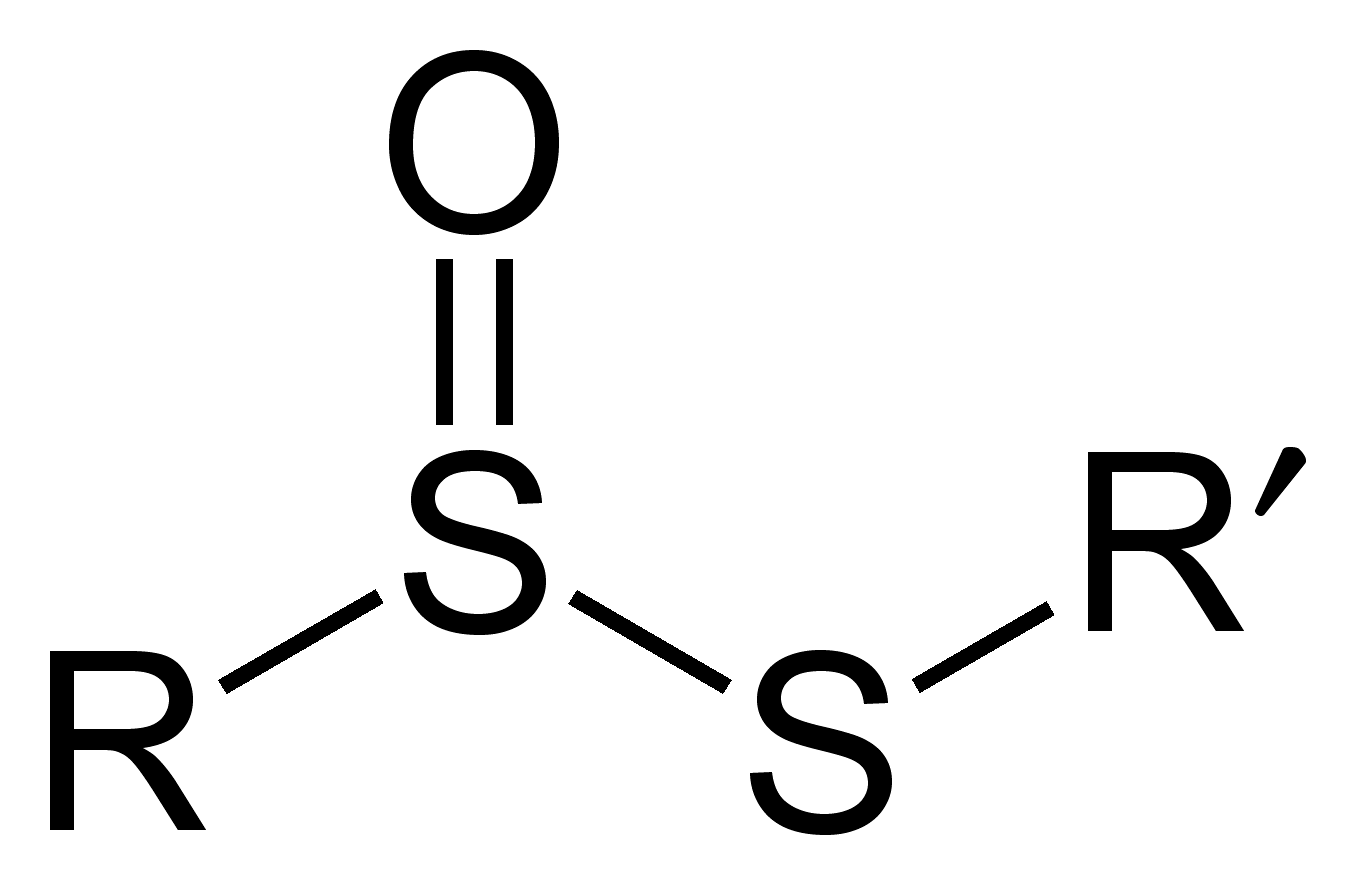
الهيكل العام للثيوسلفينات، مرسوم بأسلوب فرط التكافؤ.

في كيمياء الكبريت العضوي، الثيوسلفينات عبارة عن مجموعة وظيفية تتكون من الارتباط RS(O)-SR حيث ان (R عبارة عن بدائل عضوية). تُسمى الثيوسلفينات أيضًا باسم استرات حمض ألكانيثيوسولفينيك (أو أرينثيوسلفينيك).
وهي الأولى من سلسلة المجموعات الوظيفية التي تحتوي على رابطة ثاني كبريتيد مؤكسدة. يشمل هذه العائلة الثيوسلفونات (R-SO 2 -SR)، وألفا ثنائي سلفوكسيد (RS(O)-S(O)-R)، وسلفونات السلفينيل (RS(O)-SO 2 -R)، وألفا ثنائي السلفونات (R-SO 2 -SO 2 -R)، وجميعها (ما عدا ألفا ‑ ثنائي سلفوكسيد) معروفة. يمكن أن توجد مجموعة الثيوسلفينات في هياكل حلقية وغير حلقية.